# Hands up
El Hands up, también llamado Handz Up O Dancecore es un género de música electrónica creado en Alemania, con popularidad en Países Bajos y en Bélgica. Este estilo está caracterizado por tener un ritmo fuerte, dinámico, bases contundentes, melódico y generalmente está cantado.

## Estilo
El Hands Up! es una mezcla de trance y de dance de los años 1990, presentándose seguido como la evolución del eurodance. El Hands Up! es a veces confundido con el «Hard Dance» o «Euro-Trance». El Hands Up! es un estilo que se asemeja al trance si la música y la parte vocal son más bien suaves. En cambio, está más cerca del hardstyle si la parte vocal es más agresiva, deformada o si la melodía, el ritmo y los bajos de la música son más intensos. Al final de los años 2000, se observan cada vez más letras que se inspiran del jumpstyle en la parte final de un remix o también del hardstyle. También es posible encontrar sonoridades de tipo hardrock para facilitar la representación de las guitarras "desafinadas" y "crushy".
El Hands Up! es difícil de situar en un género. Estas melodías tienen generalmente una "espiritualidad simbólica" positiva que procura la felicidad y el bienestar de quienes lo escuchan. Los oyentes aplauden y/o levantan los brazos para demostrar su bienestar, de ahí el nombre de este estilo de música. De esta manera, el Hands Up! puede tener una fuerte connotación de música de carácter festivo.
El éxito de este estilo está sobre todo centrado en Europa, más precisamente en Alemania, en Polonia, en Portugal, en España y en los Países Bajos. En Inglaterra, el Hands Up encontró su lugar gracias al nacimiento de un subgénero el Hands Up! UK, caracterizado por un ritmo más rápido (150 a 155 Pulsaciones por minuto contra 140 a 145 ppm). Manian fue el primero en proponer este subgénero retomado rápidamente por otros productores conocidos como los ItaloBrothers, DJ Gollum o incluso el célebre Basshunter.

## Especificaciones técnicas
Técnicamente, al nivel de la estructura, las características del handsup son los "kicks" o "bombos" pulsaciones acompañadas de platillos, aplausos, etc. más agudos y seguidos de un bajo siempre en contra tiempo del kick para que suene bien. Luego una parte cantada o una melodía sin ritmo, una nueva melodía masiva o más festiva nace y el acompañamiento electrónico vuelve a comenzar.
El handsup es relativamente pobre al nivel de su estructura y de la variedad de sus sonidos. Comparativamente a géneros como el tech house o el trance. Sin embargo, el estilo es rico en melodías de todo tipo (sobre todo el estilo de "himno militar electrónico".) así como en cantos. En efecto el handsup es un género de música donde los trozos remixados son de proveniencia, de estilos y de épocas muy variadas.